# Oecetis laevis
Oecetis laevis är en nattsländeart som beskrevs av G. Marlier 1965. Oecetis laevis ingår i släktet Oecetis och familjen långhornssländor. Inga underarter finns listade i Catalogue of Life.